# 節米運動
節米運動（せつまいうんどう）は、日本の戦時体制下（日中戦争以降）の生活運動の一つ。物資が不足していた戦時中において、食糧確保のために日本の代表的な主食である米をできるだけ節約する運動である。

## 前史
1918年（大正7年）に広がった米騒動の影響を受けて、原内閣はパンの代用食運動を推進。1919年（大正8年）には白米の節食運動の一環として、医師による日本主食改良会が発足するなど大正年間のうちに節米運動の下地ができあがった。

## 節米運動の時代背景
1937年（昭和12年）の日中戦争開戦当時、日本が統治下の朝鮮や台湾で米を増産させたことで、日本国内では米の消費量が増え続けた。しかし1939年（昭和14年）には朝鮮が旱魃により空前の凶作に見舞われ、さらに朝鮮や台湾でも米の消費が増加し始めたことから、それまで同様の米の移入が期待できなくなった。不足分を補う方法にはインドやタイなど外米の輸入があるが、戦時下では物資の輸送力は戦力に回すことが優先された。1941年（昭和16年）に文部省が発行した冊子『臣民の道』にも、物資の輸入は外米よりも軍需品を優先するよう記述がある。こうした当時の米の事情が背景となり、節米運動が起こったものと考えられている。

## 節米運動
1939年11月には節米運動の先鞭をつけ、京都府で駅弁の代用として焼き芋が用いられた。同年に白米禁止令が実施され、7分づき以上の米（種皮や胚芽を7割以上除去した米）の販売が禁止された。日本政府では白米に慣れ親しんでいた日本国民に対し、精米を制限した米のほうが白米よりも栄養面で優れていると主張して、国民の意識の変革に取り組んだ。
1940年（昭和15年）、「贅沢は敵だ」などの標語で知られる国民精神総動員運動の一環として節米運動が開始され、同年5月、週に1度の「節米デー」が奨励された。1939年までは興亜奉公日（毎月1日）には日の丸弁当だけで質素に暮すことが奨励されていたが、この運動開始後は、興亜奉公日は米なしで過ごすことが奨励された。
これ以降、『主婦の友』『婦人之友』『婦人倶楽部』といった女性向け雑誌の誌上でも「節米」の言葉が急増し、節米運動が強く叫ばれ、様々な節米料理が紹介された。一般家庭向けの回覧板でも、飯に米以外の具材を混ぜること（混食）や、米以外の食材を主食とすること（代用食）が奨励されていた。東京市の回覧では、1940年1月には昼食を時々代用食とする旨が記述されていたが、半年後の同年7月には、3日に1食は代用食をとること、飯に米以外の具材を1割以上混ぜることを「必ず実行しませう」と、語気が強調されている。節米料理についても政府は、米のみでは栄養が不足し、具材を混ぜることは栄養補給に繋がると強調し、節米対策の推進を図った。
節米料理を国民食とすべく、日本赤十字社や外食産業など食品・栄養に関する多くの団体で独自の節米料理が発表され、家庭でも実践するよう呼びかけられ、家庭向けにレシピを公開する食堂もあった。さらに同年8月には東京市の食堂で米飯が全廃され、うどんやパン類のメニューが登場した。1日3回の食事を2回に減らす「2食主義」も唱えられた。
とは言え日中戦争初期頃までは米の購入は自由な上、節米料理は却って費用や手間がかかることもあり、国民の自主性に任せた節米は必ずしも実行されなかった。そのため、1941年に米は配給制に切替り、入手可能な米の量が制限され、節米は必須となった。そして同年の太平洋戦争への突入、戦況の長期化・悪化につれ、その配給の米すら入手困難となり、節米は次第に深刻な様相を呈してゆく。
1945年（昭和20年）には終戦を迎えるが、日本の食料事情は戦後に回復するどころか、むしろ戦時中よりさらに悲惨なものとなり、この状況を脱するのは1949年（昭和24年）頃を待つこととなる。